# Артанка
Артанка, або Артинка — колишній хутір у Левківській волості Житомирського повіту Волинської губернії та Вацьківській сільській раді Левківського й Іванківського районів Житомирської (Волинської) округи.
Станом на 1923 рік перебував у складі Левківської волості Житомирського повіту. У 1923 році увійшов до складу новоствореної Вацьківської сільської ради, котра, від 7 березня 1923 року, увійшла до складу новоутвореного Левківського району Житомирської (згодом — Волинська) округи. 23 вересня 1925 року, після ліквідації Левківського району, в складі сільської ради був віднесений до Іванківського району Волинської округи.
Станом на 30 січня 1928 року знятий з обліку населених пунктів.